# 닮음 (기하학)

닮은 도형들은 같은 색이 칠해져 있다.

기하학에서 닮음(영어: similarity) 또는 상사(相似)는 유클리드 공간의 모든 각을 보존하며 모든 거리를 일정한 비율로 확대 또는 축소시키는 아핀 변환이다. 모든 닮음은 고정점을 가지는 닮음과 등거리 변환의 합성으로 나타낼 수 있다. 평행 이동, 회전, 반사 등이 이러한 등거리 변환이 될 수 있다.
두 도형의 하나에 닮음에 대한 상을 취하여 다른 하나를 얻을 수 있다면 이 두 도형을 서로 닮음이라고 한다. 닮은 도형은 모양은 같거나 거울상이되 크기는 다를 수 있다. 예를 들어, 두 삼각형이 서로 닮음일 필요충분조건은 세 대응각의 크기가 각각 같고, 세 대응변의 길이의 비가 모두 같다.
위상수학에서는 더 나아가 구와 원뿔과 원기둥과 정육면체를 닮은 도형으로 간주한다. 정확하게는 위상동형(homeomorphism) 관계의 도형이다. 두 원, 두 직각이등변삼각형, 변의 개수 혹은 각의 개수가 같은 두 정다각형, 중심각의 크기 혹은 호의 길이가 같은 두 부채꼴, 두 구, 면의 개수가 같은 두 정다면체 등은 모두 항상 닮음이다. 또, 닮음의 조건(위)를 나타내면 SSS 닮음(세 변의 길이의 비가 각각 같다.), SAS 닮음(두 변의 길이의 비가 같고 그 끼인각의 크기가 같다.), AA 닮음(두 각의 크기가 같다, 삼각형의 내각의 합은 180도이므로 두 각의 크기가 같으면 나머지 한 각의 크기도 구할 수 있다.)이다.

## 정의
양의 실수 {\displaystyle k\in \mathbb {R} ^{+}}가 주어졌다고 하자.
비 {\displaystyle k}의 닮음(영어: similarity with ratio {\displaystyle k})는 다음 두 조건을 만족시키는 함수 {\displaystyle S\colon \mathbb {R} ^{n}\to \mathbb {R} ^{n}}이다.
- 임의의 {\displaystyle \mathbf {x} ,\mathbf {y} \in \mathbb {R} ^{n}}에 대하여, {\displaystyle \Vert S(\mathbf {x} )-S(\mathbf {y} )\Vert =k\Vert \mathbf {x} -\mathbf {y} \Vert }

이는 유클리드 공간의 가역 아핀 변환을 이룬다.:171

### 중심닮음

중심닮음을 취한 오각형

점 {\displaystyle \mathbf {x} _{0}\in \mathbb {R} ^{n}} 및 실수 {\displaystyle k\in \mathbb {R} }가 주어졌다고 하자.
중심 {\displaystyle \mathbf {x} _{0}} 및 비 {\displaystyle k}의 중심닮음(호모세티)(영어: central similarity (homothety) with center {\displaystyle \mathbf {x} _{0}} and ratio {\displaystyle k})은 다음과 같은 함수이다.
{\displaystyle H_{\mathbf {x} _{0},k}\colon \mathbb {R} ^{n}\to \mathbb {R} ^{n}}
{\displaystyle H_{\mathbf {x} _{0},k}\colon \mathbf {x} \mapsto \mathbf {x} _{0}+k(\mathbf {x} -\mathbf {x} _{0})\qquad \forall \mathbf {x} \in \mathbb {R} ^{n}}

## 성질
아핀 변환 {\displaystyle S\colon \mathbb {R} ^{n}\to \mathbb {R} ^{n}}에 대하여, 다음 조건들이 서로 동치이다.:172
- {\displaystyle S}는 닮음이다.
- (각의 보존) 임의의 {\displaystyle \mathbf {x} ,\mathbf {y} \in \mathbb {R} ^{n}}에 대하여, {\displaystyle \textstyle {\frac {S(\mathbf {x} )\cdot S(\mathbf {y} )}{\Vert S(\mathbf {x} )\Vert \Vert S(\mathbf {y} )\Vert }}={\frac {\mathbf {x} \cdot \mathbf {y} }{\Vert \mathbf {x} \Vert \Vert \mathbf {y} \Vert }}}
- (직각의 보존) 임의의 {\displaystyle \mathbf {x} ,\mathbf {y} \in \mathbb {R} ^{n}}에 대하여, {\displaystyle \mathbf {x} \cdot \mathbf {y} =0}라면, {\displaystyle S(\mathbf {x} )\cdot S(\mathbf {y} )=0}

비 {\displaystyle k}의 닮음은 {\displaystyle d}차원 도형의 초부피를 {\displaystyle k^{d}}배 확대(축소)한다.
비가 {\displaystyle k}인 중심닮음은 비가 {\displaystyle |k|}인 닮음이다. 이는 {\displaystyle k>0}일 경우 방향을 보존하며, {\displaystyle k<0}일 경우 방향을 반전한다. 반대로, 비 {\displaystyle k}의 닮음이 고정점 {\displaystyle \mathbf {x} _{0}}을 가진다면, 이는 중심 {\displaystyle \mathbf {x} _{0}} 및 비 {\displaystyle \pm k}의 중심닮음이다.
원점을 중심으로 하는 중심닮음은 선형 변환이다. 그 임의의 기저에 대한 행렬은 비가 {\displaystyle k}일 경우 {\displaystyle k_{n\times n}}이다.
모든 닮음은 중심닮음과 등거리 변환의 합성으로 나타낼 수 있다.:171

### 삼각형의 닮음
두 삼각형 {\displaystyle ABC}와 {\displaystyle A'B'C'}의 닮음은 Similarity의 라틴어 머릿글자 S를 옆으로 눕힌 기호(∽)를 사용한다. {\displaystyle \triangle ABC\sim \triangle A'B'C'}와 같이 표기한다.
두 삼각형 {\displaystyle ABC} 및 {\displaystyle A'B'C'}에 대하여, 다음 조건들이 서로 동치이다.
- {\displaystyle \triangle ABC\sim \triangle A'B'C'}. 즉, 두 삼각형은 서로 닮음이다.
- {\displaystyle \textstyle {\frac {AB}{A'B'}}={\frac {AC}{A'C'}}={\frac {BC}{B'C'}}}. 즉, 세 쌍의 대응변의 길이가 비례한다. 이를 변변변 닮음(영어: SSS similarity)이라고 한다.
- {\displaystyle \textstyle {\frac {AC}{A'C'}}={\frac {BC}{B'C'}}}이며 {\displaystyle \angle C=\angle C'}. 즉, 두 쌍의 대응변의 길이가 비례하며, 그 사잇각의 크기가 같다. 이를 변각변 닮음(영어: SAS similarity)이라고 한다.
- {\displaystyle \angle A=\angle A'}이며 {\displaystyle \angle B=\angle B'}. 즉, 두 쌍의 대응각의 크기가 각각 같다. 이를 각각 닮음(영어: AA similarity)이라고 한다.

서로 닮음인 삼각형의 세 대응변의 길이의 비가 모두 {\displaystyle k}라면, 넓이의 비는 {\displaystyle k^{2}}이다.

## 예
모든 등거리 변환은 비 1의 닮음이다. 따라서 합동은 닮음의 특수한 경우다.
평면 {\displaystyle \mathbb {R} ^{2}} 위에서, 원점 {\displaystyle (0,0)}을 중심으로 하고 2를 비로 하는 중심닮음은 행렬로 표기하면 다음과 같다.
{\displaystyle {\begin{pmatrix}x\\y\end{pmatrix}}\mapsto {\begin{pmatrix}2&0\\0&2\end{pmatrix}}{\begin{pmatrix}x\\y\end{pmatrix}}={\begin{pmatrix}2x\\2y\end{pmatrix}}\qquad \forall (x,y)\in \mathbb {R} ^{2}}

## 같이 보기
- 합동 (기하학)